# Premios Golden Raspberry
Los premios Golden Raspberry, popularmente conocidos como Razzies o anti-Oscars (en español: "premios de la Frambuesa de Oro"), fueron creados por el crítico y escritor de cine John J. B. Wilson en 1980, intentando complementar y criticar con un enfoque cómico los premios de la Academia, premiando a los peores actores, guionistas, directores y películas de la industria cinematográfica estadounidense.
Los premios son anuales y votados por los miembros de la fundación Golden Raspberry Award Foundation, la cual es una asociación abierta que da derecho a voto a cualquiera que pague su inscripción. El nombre del premio procede de la frase en inglés «blowing a raspberry», que se refiere al sonido hecho al soplar con la lengua entre los labios (imitando una flatulencia) para denotar un acto artístico particularmente ridículo o de mala calidad.
Los premios se conceden únicamente a películas del año de las votaciones y se entregan en una ceremonia que se celebra la víspera de los premios Óscar, en un evento informal que desde su fundación ha atraído, año tras año, una atención creciente de los medios y de la prensa del espectáculo. Los seleccionados como finalistas rara vez recogen personalmente su estatuilla.
El trofeo está compuesto por una frambuesa de plástico del tamaño de una pelota de golf, pegada encima de un carrete de celuloide, rociado con pintura en aerosol dorada y de un valor nominal de 4,89 dólares.

## Premios
Categorías actuales
- Peor película
- Peor director
- Peor guion
- Peor actor
- Peor actriz
- Peor pareja en pantalla
- Peor actor secundario
- Peor actriz secundaria

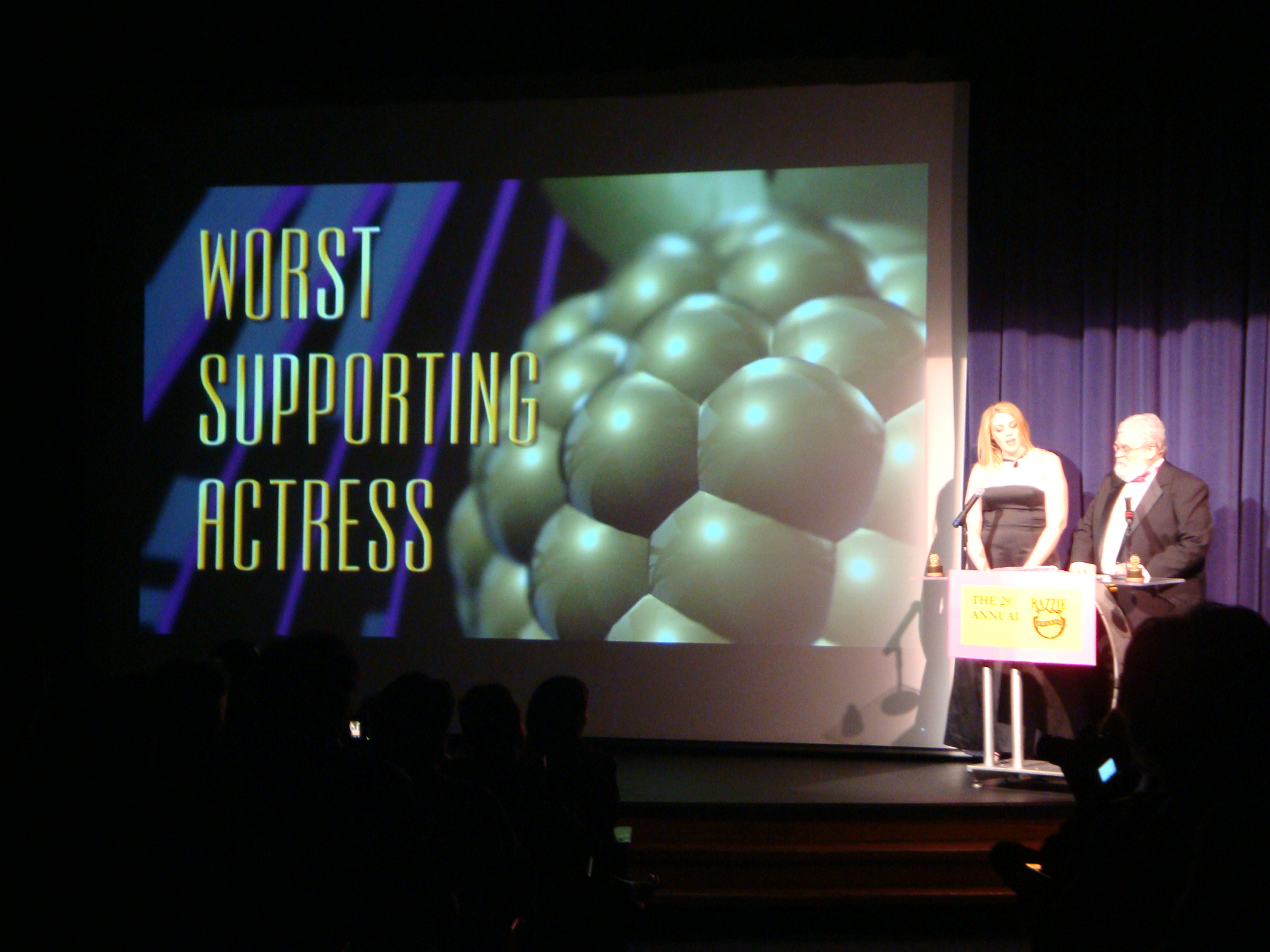
Peor actriz secundaria en la 29 edición de los Premios Golden Raspberry.

- Peor remake, plagio, precuela o secuela
- Premio a la redención (categoría agregada en el 2014, que galardona a los actores que mostraron una mejoría en sus trabajos).

Categorías retiradas
- Peor canción original
- Peor nueva estrella
- Peor banda sonora
- Peores efectos visuales

## Personas que han recogido el premio y hechos memorables
- 1985/1986/1989/1993/1995/2004: Sylvester Stallone obtuvo nueve premios Razzie: peor actor en Rhinestone, actor y guion en Rambo: First Blood Part II, actor y director en Rocky IV, actor en Rambo III, actor en Stop! Or My Mom Will Shoot, por pareja en pantalla en El especialista y actor de reparto en Spy Kids 3-D: Game Over. Además de estos nueve premios, fue nominado treinta veces por peor actor, guion, actor de reparto, director y pareja en pantalla.
- 1988: Bill Cosby recibió tres premios Razzie (peor película, actor y guion) por Leonard, Part 6, una parodia de espías de la que el propio Cosby ha renegado públicamente. Cosby se convirtió en la primera persona que aceptó en persona sus Razzies, cosa que hizo unas cuantas semanas después de la ceremonia en cuestión en el programa The Late Show en la Fox. Según una entrevista en El show de Johnny Carson, Cosby amenazó con denunciar a la organización Golden Raspberry si no recibía sus premios en oro de verdad. La organización cumplió, y Cosby recibió las figuras en oro de 24 quilates y mármol italiano, que costaron 27.000 dólares, pagados por la cadena.[2]
- 1993: Tom Selleck recogió su Razzie al peor actor de reparto por su interpretación del rey Fernando el Católico en Cristóbal Colón: El descubrimiento. Lo hizo en un episodio de El show de Chevy Chase.[3]
- 1996: Paul Verhoeven se convirtió en la primera persona en aceptar un Razzie en persona en la gala de entrega de los premios, al recoger el premio al peor director por Showgirls.[4]
- 1998: El guionista Brian Helgeland se convirtió en la primera persona en recibir un Razzie y un Óscar en el mismo año (de hecho, en el mismo fin de semana). Su Óscar al mejor guion adaptado por L.A. Confidential le fue entregado un día después de recibir el Razzie al peor guion por la película The Postman de Kevin Costner. Aunque no asistió a la ceremonia de los Razzies, sí expresó su deseo de recibir el "deshonor" para ponerlo junto a su Óscar, para recordarle "la naturaleza quijotesca" de Hollywood. Poco después se le hizo entrega oficial de su Razzie en sus oficinas del edificio Warner Bros.
- 2000: Wild Wild West logra cinco Razzies ese año, incluido el de Peor Película. Robert Conrad, quien protagonizó la serie de televisión en los años 60, aceptó tres de los cinco galardones.
- 2001: Aunque no le aceptó oficialmente, Barry Pepper fue galardonado en el premio a peor actor secundario por Battlefield Earth, luego lo recogió en persona.
- 2002: Tom Green recogió sus cinco premios Razzie, incluyendo peor película, por Freddy Got Fingered. Sus palabras fueron: «Quiero decir que no soy merecedor de este premio... por Dios, quería decir eso». Se presentó en la ceremonia en un Cadillac blanco y con su propio trozo de alfombra roja. Su discurso incluía una interminable canción que tocaba con una armónica, por lo que al final tuvo que ser arrastrado fuera del escenario por los organizadores.

- 2004: Ben Affleck, tras haber recibido el Razzie al peor actor por Gigli, Daredevil y Paycheck preguntó por qué no había recibido el premio. Le fue entregado en directo en el programa Larry King Live una semana después, rompiéndolo en el acto. El Razzie roto fue vendido por eBay por una cantidad suficiente para pagar el alquiler del local para la ceremonia del año siguiente.[5]
- 2005: George W. Bush recibió el premio al peor actor por su "actuación" en el documental Fahrenheit 9/11 siendo el segundo gobernante que obtuvo este premio en su mandato.
- 2005: Halle Berry fue la primera actriz que asistió a una gala y ganó su Razzie como peor actriz por su interpretación en Catwoman (película que recibió nominaciones en otras tres categorías, incluyendo peor película). Tres años antes había conseguido apoderarse del Óscar a la mejor actriz por Monster's Ball. Al presentarse, posó sosteniendo su Óscar en la mano izquierda y su Razzie en la derecha, agradeciendo su "premio", lo cual fue muy aplaudido por la crítica.
- 2010: Sandra Bullock obtuvo el Razzie por peor actriz por All About Steve, llevando una carreta de los DVD's de la película diciendo «Véanla, véanla con sus propios ojos y digan si merezco este premio, me van a dar la razón y el año que viene volveré a devolverlo», al día siguiente recibió el Óscar como la mejor actriz por The Blind Side convirtiéndose con esto en la primera actriz en ser la "mejor" y la "peor" el mismo año (fue su primera nominación al Óscar y la tercera al Razzie).
- 2011: Nicola Peltz fue nominada a peor actriz secundaria por The Last Airbender, con dieciséis años de edad.
- 2011: David Eigenberg decidió aceptar el premio a Peor pareja en pantalla por Sex and the City 2 diciendo "nunca gané ningún premio en mi vida", e hizo un video de aceptación con Wilson.
- 2012: Adam Sandler sumó un total de 7 premios (en calidad de actor, productor y guionista) por las películas Jack & Jill y Just Go With It. Además, fue el primer actor en conseguir el premio a la peor actriz, por su papel de Jill.
- 2014: Will Smith y su hijo Jaden se convirtieron en el primer padre e hijo que obtuvieron el premio Razzie, tras recibir por peor actor secundario y peor actor, respectivamente, y también peor pareja fílmica por sus interpretaciones en After Earth; además, Jaden, de entonces 15 años de edad, se convirtió en la persona más joven ganadora en la historia de estos premios.
- 2016: Cabe mencionar que a pesar de que ningún miembro del cast recibió el premio a peor película por 4 Fantásticos, el asistente de producción David Murto recibió el premio, declarándose a sí mismo como la persona con más rango en la producción de la mencionada película, que estaba dispuesta a recibir crédito por ello, y llamando al premio como un "gran deshonor".
- 2016: Jamie Dornan, quien había declarado que aceptaría asistir a la ceremonia si fuera invitado, recibió su premio al peor actor por Cincuenta sombras de Grey dos años después en el programa de Conan O'Brien.
- 2017: Dinesh D'Souza, director y protagonista de Hillary's America, apareció en el video que anuncia los ganadores, diciendo que su antidemócrata documental fue elegido por resentimiento de aquellos frustrados por Donald Trump en las elecciones, y agradeciendo a los premios al decir "mi público ama el hecho de que ustedes me odien".
- 2019: el presidente estadounidense Donald Trump fue premiado como peor actor por su "actuación" en los documentales Death of a Nation y Fahrenheit 11/9, siendo la tercera vez que un gobernante en ejercicio obtenía el galardón y la segunda que Donald Trump recibió un premio Razzie.
- 2023: Los organizadores anulan el premio a peor actriz tras la controversia que causó en redes sociales la nominación de la actriz Ryan Kiera Armstrong, por la película Firestarter, siendo tan sólo una niña de 12 años de edad. Los organizadores prometieron que este error no volvería a ocurrir nunca más y que cambiarían las reglas para solo nominar a personas con un mínimo de 18 años de edad. Al final decidieron darse el premio a sí mismos por la controversia.
- 2024: El director Francis Ford Coppola, quien ganó el premio a peor director por la película Megalópolis, escribió en su cuenta de Instagram su aceptación del premio, siendo de los pocos ganadores en aceptar su premio y destacando la falta de riesgos en Hollywood.[6]

## Premios especiales

### Premio a la peor carrera
Este premio sólo se ha otorgado en cinco ocasiones: a Ronald Reagan, en 1981; a Linda Blair, en 1983; a Irwin Allen, en 1985; a Bruce, el tiburón de goma de Jaws, en 1987; y en 2009 al director Uwe Boll, por su logro en La respuesta de Alemania a Ed Wood.

### Premio del director
Este fue un premio especial dado en 2003 por el director de los premios Razzie John J. B. Wilson a un individuo cuyos logros no son cubiertos por las otras categorías. Fue premiado Travis Payne por su "distinguido sublogro en coreografía" en la película From Justin to Kelly.

## Críticas
Los Razzies han recibido muchas críticas por diversas situaciones, incluyendo a fuentes de noticias como Indiewire y The Daily Telegraph, por ejemplo, que a los miembros de la Golden Raspberry Foundation no se les pide que vean las películas nominadas, y que aparentemente cualquiera puede unirse a la Golden Raspberry Foundation, mientras paguen por lo menos 40 dólares, muy diferente a la forma de ingreso a la Academy of Motion Picture Arts and Sciences que es solo por invitación. Los críticos ven como un problema que los Razzies sólo escojan "blancos fáciles" y películas populares en lugar de aquellas percibidas como menos conocidas, a pesar de ser más merecedoras a una nominación por su pobre calidad de producción, prefiriendo continuamente a las celebridades en lugar de otros actores menos populares, aparentemente por publicidad y para llamar la atención.
Sam Adams de Indiewire dijo que los Razzies son "como aquellos fastidiosos que arrojan insultos a los comediantes, o a una persona que grita en un concierto durante una canción tranquila, hacen lo que hacen para llamar la atención. Los Razzies apropiadamente evitan abalanzarse sobre los más pequeños; no atacan a las producciones independientes sin presupuesto que nadie ha visto por tener mala iluminación o un sonido terrible”. Robbie Collin del The Daily Telegraph dijo que "la falla más recurrente de los Razzies está en elegir a los blancos más obvios, lo que se vuelve más redundante y gastado cada año". William Bibbiani de CraveOnline declaró que los Razzies siguen "una forma barata de bromismo", y "con un puñado de excepciones, solo ven apropiado el nominar a las películas más infames del año, y no necesariamente a las peores". Carolyn Burke de Cracked.com describe los premios como "una operación destartalada manejada por un montón de trolls flojos que son culpables de la misma arrogancia que dicen atacar satíricamente" y más adelante declaró que "los Razzies son un ‘chiste’ anticuado que ha sobrevivido a cualquier buena intención o relevancia que alguna vez tuvieron, y se han vuelto en nada más que un pozo mezquino de críticas tristes peores a cualquiera de las películas que pretenden destrozar con comedia simple y sin inteligencia".